# Dolichocybaeus nichikoensis
Dolichocybaeus nichikoensis är en spindelart som beskrevs av Komatsu 1968. Dolichocybaeus nichikoensis ingår i släktet Dolichocybaeus och familjen vattenspindlar. Inga underarter finns listade i Catalogue of Life.